# Bernasconi (cognome)
Bernasconi è un cognome di lingua italiana.

## Varianti
Bernasca, Bernascone.

## Origine e diffusione
Cognome tipicamente settentrionale, è presente prevalentemente in Piemonte, Lombardia e Veneto.
Potrebbe derivare dal toponimo Bernasca.

## Persone
- Abbondio Bernasconi – avvocato, notaio e politico svizzero
- Andrea Bernasconi – compositore italiano
- Anna Maria Bernasconi – politica italiana
- Domenico Bernasconi – pugile italiano